# De Zanna (famiglia)
I de Zanna sono una famiglia nobile originaria di Ampezzo nata nel XV secolo ed ancora fiorente.

## Storia

### Origini
Secondo le tradizioni più antiche le origini della famiglia degli Zanna sarebbe da far risalire ad un certo Zanon (Giovannone) proveniente da Chiave d'Ampezzo vissuto tra il XIII ed il XIV secolo. Tuttavia ricerche più recenti hanno dimostrato che il fondatore della dinastia è da ricercarsi in una Donna Zana (Giovanna) di Mortisa d'Ampezzo nata nella prima metà del '400.
Il primo componente della stirpe che si rese noto fu Marco Pietro de Zanna. Costui, secondo una tradizione successiva, si sarebbe distinto nella difesa di Vienna dai Turchi (1529) e avrebbe ottenuto nel 1559 la nobiltà tirolese.
In seguito all'ottenimento della nobiltà i de Zanna continuarono ad accumulare ricchezze ed onori in Ampezzo, tanto che nel 1646 Giovanni Maria fu Pietro (†1654) poté permettersi di far erigere a Cortina una cappella dedicata alla Santissima Trinità.

### Giovanni Maria

La Cappella della SS. Trinità ed i ruderi del Castel de Zanna ad inizio '900.

Il nipote e omonimo di quest'ultimo, Giovanni Maria (1651-1721), fu tuttavia colui che fece acquistare lustro alla dinastia. Questi, dopo avere accumulato grandi ricchezze grazie al proficuo commercio del legname ed all'attività notarile, ottenne nel 1692 da parte dell'imperatore Leopoldo I la patente di noblltà imperiale con i predicati di Santissima Trinità e Pietrareale. Fu inoltre un valido militare, tanto che nel 1678 divenne tenente della compagnia di Schützen ampezzani.
Tuttavia in seguito a queste nomine il de Zanna si montò probabilmente la testa, tanto che nel 1696 tentò di erigere un castello praticamente nel mezzo del paese. Il tentativo di costruire una fortezza fu però osteggiato dagli ampezzani, che riuscirono a bloccare i lavori. Ancora oggi si può ammirare a Maion quanto resta del cosiddetto Castel de Zanna.
In seguito, per ottenere il perdono da parte dei compaesani, Giovanni Maria ed il fratello Pietro decisero di riconvertire parte delle rovine del castello in una chiesetta dedicata alla Santissima Trinità.

### Decadenza
Il secolo XVIII fu caratterizzato dalla grande prodigalità del componenti della famiglia, che iniziò irrimediabilmente a decadere. Il colpo finale fu assestato dalle truppe napoleoniche, che nel 1809 saccheggiarono ed incendiarono il palazzo dei de Zanna a Minel (come allora veniva chiamata quella parte dell'attuale villaggio di Maion). Sulle rovine dell'edificio venne costruita dall'allora capofamiglia Giuseppe Simone Dionisio (1777-1845) una normale casa ampezzana.
Tuttavia, da questo momento la dinastia non tornò mai alla gloria di un tempo.

## Membri illustri

### Militari
- Marco Pietro de Zanna (XVI secolo), militare al servizio degli Asburgo
- Giovanni Maria de Zanna (1651-1721), Tenente degli Schützen ampezzani
- Simone Ignazio de Zanna (1770-1842), Tenente degli Schützen ampezzani

### Religiosi
- Don Pietro de Zanna (XVIII secolo), Vicario Generale di Belluno ed Arciprete di Castion
- Don Leopoldo de Zanna (1721-1787), studioso e Prevosto di Novacella, fratello del precedente

### Civili
- Luigi de Zanna (1858-1918), insegnante e pittore[4]
- Celestino de Zanna (1877-?), guida alpina e istruttore di sci, disperso in Russia nella Prima guerra mondiale
- Illuminato de Zanna (1896-1988), studioso e storico locale[3]
- Elio de Zanna (1918-1987), artista[4]
- Francesco de Zanna (1905-1989), bobbista e hockeista

## Residenze
- Castel de Zanna a Maion d'Ampezzo
- Palazzo de Zanna a Cortina d'Ampezzo
- Casa de Zanna a Cortina d'Ampezzo
- Casa de Zanna a Cadin d'Ampezzo

## Stemma
Lo stemma venne concesso a Giovanni Maria ed ai suoi discendenti con il diploma di nobiltà del 1692.
la sua definizione araldica è: "inquartato: nel primo d'argento al torrione di rosso, merlato alla guelfa, finestrato di nero; nel secondo di rosso al torrione d'argento merlato alla guelfa, finestrato di nero; nel terzo partito d'argento e di rosso, caricato ciascun campo di una rosa dell'uno nell'altro, alla croce astile trifogliata in capo e la rosa in punta sulla partizione dell'uno all'altro; nel quarto partito d'argento e di rosso, caricato ciascun campo di un giglio dell'uno nell'altro, alla croce astile trifogliata in capo e il giglio in punta sulla partizione dell'uno all'altro. In capo dello scudo la colomba volante in fascia fra le nubi, al naturale. Sul tutto uno scudetto: trinciato d'argento e di rosso alla croce trifogliata passante sulla partizione dell'uno all'altra, accostata su ciascuno dei due lati da tre corone nobiliari dell'uno nell'altro, male ordinate in banda.